# Прапори повітів Литви
У кожному повіті Литви прийнятий прапор, згідно із загальним дизайном.
Синя облямівка з десятьма ягеллонськими хрестами (хрестами з чотирма раменами) — загальний елемент для прапорів повітів Литви. Ягеллонський хрест символізує Литву, число 10 вказує на кількість повітів, золото в синьому полі — традиційні кольори ягеллонського хреста.

## Галерея

Алітуський повіт Прапор Алітуського повіту
Вільнюський повіт Прапор Вільнюського повіту
Каунаський повіт Прапор Каунаського повіту
Клайпедський повіт Прапор Клайпедського повіту
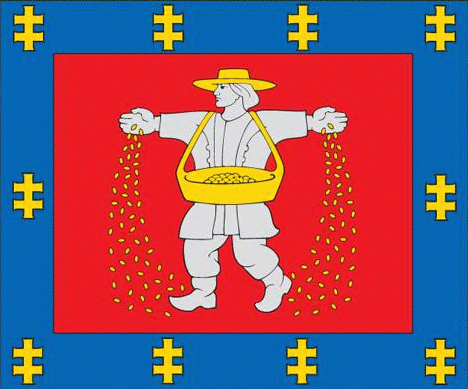
Маріямпольський повіт Прапор Маріямпольського повіту (Литва)
Паневежиський повіт Прапор Паневежиського повіту
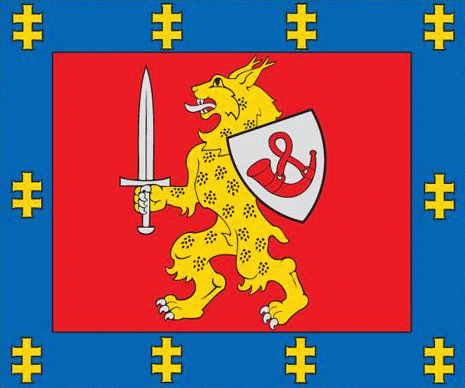
Тауразький повіт Прапор Тауразького повіту
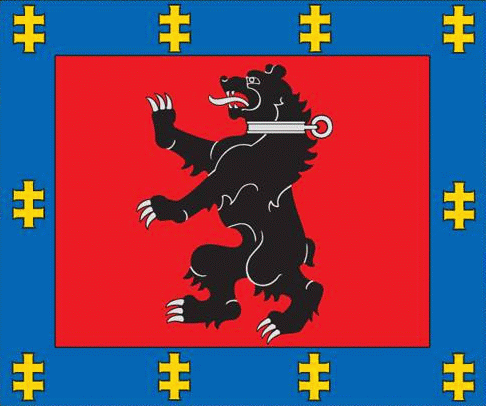
Тельшяйський повіт Прапор Тельшяйського повіту
Утенський повіт Прапор Утенського повіту
Шяуляйський повіт Прапор Шяуляйського повіту